# الدوري الأوروبي لكرة السلة للسيدات 2015–16
الدوري الأوروبي لكرة السلة للسيدات 2015–16 هو الموسم 25 من  الدوري الأوروبي لكرة السلة للسيدات. أقيم خلال الفترة 14 أكتوبر 2015 وحتى 17 أبريل 2016، وأشرف على تنظيمه الاتحاد الأوروبي لكرة السلة، وكان عدد الأندية المشاركة فيه  16، وفاز فيه UMMC Ekaterinburg ‏.